# Yone Kamio
Yone Kamio (jap. 神尾 米, Kamio Yone; * 22. November 1971 in Yokohama, Präfektur Kanagawa) ist eine ehemalige japanische Tennisspielerin.

## Karriere
Yone Kamios professionelle Tenniskarriere dauerte von 1987 bis 1996. In dieser Zeitspanne gewann sie auf der WTA-Tour kein Turnier. Auf ITF-Ebene holte sie einen Titel im Einzel. Die Japanerin erreichte mit Rang 24 im Einzel (1995) und Rang 65 im Doppel (1994) ihre beste Platzierung in der Damenweltrangliste. Sie spielte unter anderem mit Kyōko Nagatsuka, Naoko Kijimuta, Ayako Hirose und Ai Sugiyama im Damendoppel.